# Station Levanger
Station Levanger  is het belangrijkste  station in Levanger. Het station dateert uit 1902 en is ontworpen door Paul Due. Het wordt bediend door de stoptreinen van lijn 26 die rijden tussen Steinkjer en Trondheim en lijn 71, de intercity naar Bodø.